# Jessica Allain
Jessica Allain (* 17. Februar 1997 in London) ist eine britische Schauspielerin.

## Leben und Karriere
Allain wurde am 17. Februar 1997 in London geboren. Ihre Mutter stammt aus Barbados und ihr Vater aus St. Lucia. Sie besuchte die Sylvia Young Theatre School und begann ihre Karriere im Alter von 16 Jahren als Model.
Ihr Debüt gab sie 2015 in dem Film Mission: Impossible – Rogue Nation. Anschließend bekam sie 2018 in dem Film Thriller. Außerdem spielte sie 2022 in Texas Chainsaw Massacre mit. Zudem trat sie 2023 in der Miniserie The Continental auf.

## Filmografie (Auswahl)
Filme
- 2015: Mission: Impossible – Rogue Nation
- 2016: Eddie the Eagle – Alles ist möglich (Eddie the Eagle)
- 2018: The Honor List
- 2018: Thriller
- 2019: Die Geldwäscherei (The Laundromat)
- 2020: Two Eyes
- 2020: Archenemy
- 2022: Texas Chainsaw Massacre
- 2023: Fear
- 2024: Bando Stone and the New World

Serien
- 2015: Yonderland
- 2023: The Continental (The Continental: From the World of John Wick)